# Bamir Topi

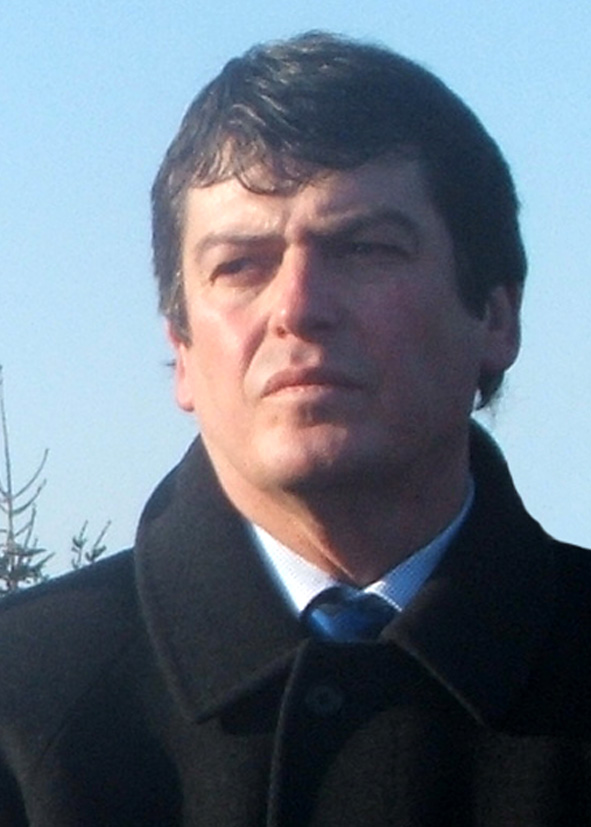
Bamir Topi

Bamir Myrteza Topi (nascut el 24 d'abril de 1957, a Tirana, Albània) és un polític albanès, que actualment és president del seu país des del 24 de juliol de 2007. Es va convertir en el líder del partit Nou Esperit Democràtic (en albanès: Fryma e Re Demokratike) el setembre del 2012.
El 1996, Topi va ser candidat a diputat pel Partit Democràtic d'Albània (conservador). Topi també va ser Ministre d'Agricultura d'Albània entre els anys 1996 i 1997. Topi és biòleg rebut de la Universitat de Tirana, és catòlic i està casat amb Teuta Topi. A més, també és president honorari del Klubi Futbollit Tirana.